# Orlando Mercado

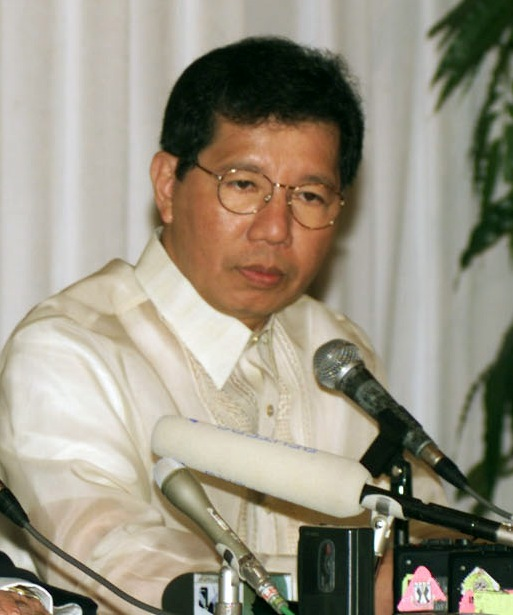
Orlando Mercado (1999)

Orlando „Orly“ Sanchez Mercado (* 26. April 1946) ist ein ehemaliger philippinischer Politiker, der nicht nur Senator, sondern auch Verteidigungsminister war.

## Leben

### Radiomoderator und Marcos-Diktator
Mercado, der als Sohn eines Lehrers in Manila aufwuchs, studierte nach dem Besuch der Celedonio Salvador Elementary School sowie der Manuel Roxas High School zunächst Politikwissenschaften an der University of the Philippines (UP) und schloss dieses Studium mit einem Bachelor of Arts (B.A. Political Science) ab. 1961 vertrat er als erster Schüler einer öffentlichen Schule die Philippinen bei einem Jugendforum in New York City. Ein anschließendes postgraduales Studium der Kommunikationswissenschaft an der UP beendete er mit einem Master of Arts (M.A. Communications), wobei er sein Studium als einfacher Arbeiter im Büro des Stadtingenieurs von Manila sowie als Büroangestellter im Rathaus von Manila finanzierte. Einen weiteren Job als Radiosprecher bei einem staatlichen Rundfunksender verlor er, nachdem er Mitgründer einer Gewerkschaft war, die kurz darauf zu einem Streik aufrief.
Kurz danach wurde er Polizeireporter bei der ABS-CBN Broadcasting Corporation, ehe er von 1969 bis 1971 Moderator der bekannten ABS-CBN-Radiosendung Radio Patrol war. Dabei erlangte er insbesondere Anerkennung für seine Darstellung aktueller Ereignisse und seine bissigen sozialen Kommentare. Nach der Verhängung des Kriegsrechts durch den diktatorisch regierenden Präsidenten Ferdinand Marcos am 21. September 1972 wurde er festgenommen und verbrachte zehn Monate in Haft im Militärgefängnis im Fort Bonifacio.
Nach seiner Freilassung wurde Mercado Produzent und Moderator von Kapwa Ko, Mahal Ko, dem am längsten laufenden öffentlichen Programm für Hilfeleistungen an Bedürftige in den verschiedenen Teilen der Philippinen. Für seine ansprechenden und aktuellen Radiosendungen wurde er mehrfach ausgezeichnet und erhielt unter anderem den Preis als einer der Ten Outstanding Young Men (TOYM) 1978 im Bereich öffentlicher Massenmedien.
Daneben wurde er auch zum außerordentlichen Professor (Associate Professor) und Leiter der Abteilungen für Kommunikationswissenschaft am Miriam College sowie der University of Santo Tomas berufen.
Gegen Ende der Herrschaft von Ferdinand Marcos begann er auch eine politische Laufbahn und wurde als Parteiloser im Wahlkreis Quezon City am 14. Mai 1984 als Mitglied in den Kongress (Batasang Pambansa) gewählt. Bei der Wahl erhielt er das beste Stimmenergebnis und konnte sich auch gegen mehrere Gefolgsleute von Präsident Marcos durchsetzen.

### Politische Laufbahn nach dem Sturz von Marcos
Nach dem Sturz von Ferdinand Marcos und dem Amtsantritt von Präsident Corazon Aquino am 25. Februar 1986 wurde Orly Mercado von dieser zum Vorsitzenden des Entwicklungskomitees für die staatlichen Parks ernannt, zu denen auch die großen Parkanlagen in Manila wie der Luneta Park und der Rizal Park gehören.
Im Jahr darauf wurde er 1987 zum Mitglied des wieder begründeten Senats gewählt, der 1973 im Rahmen des Kriegsrechts aufgelöst wurde, und gehörte diesem nach Wiederwahlen 1992 und 1995 bis 1998 an.
Während dieser Zeit war von 1987 bis 1989 auch Führer der Mehrheitsfraktion (Majority Floor Leader) sowie Vorsitzender des Ausschusses für Gewerbe und Handel. Später war er nicht nur Vorsitzender der Ausschüsse für Nationale Verteidigung und für Wissenschaft und Technologie, sondern auch stellvertretender Vorsitzender der Ausschüsse für Finanzen, für natürliche Ressourcen, für den öffentlichen Dienst sowie für Gesundheit und Demografie. Daneben war er auch stellvertretender Mehrheitsführer im Senat sowie in der einflussreichen Kommission für die Berufung in öffentliche Ämter (Commission on Appointments).
Während seiner langjährigen Zugehörigkeit zum Senat trug er maßgeblich zum Zustandekommen bedeutender Sozialgesetze bei wie dem Arzneimittelgesetz von 1988 (Republic Act RA 6675), dem Gesetz zur Begründung von Wissenschafts- und Technologiezentren in den Provinzen (RA 6959), dem Gesetz für Menschen mit Behinderungen (RA 7277), dem Gesetz über den nationalen Blutspendedienst (RA 7719), dem Gesetz zur Garantie des ständigen Wohnsitzes für Veteranen (RA 7837) sowie dem Gesetz zur Förderung von Gesundheitsdiensten in den Barangays. Zuletzt gehörte er auch zu den maßgeblichen Autoren des Gesetzes über die Modernisierung der Streitkräfte der Philippinen (RA 7898).
Daneben setzte er sich insbesondere als Vorsitzender der Nichtregierungsorganisation Green Coalition für den Umweltschutz ein sowie den Schutz der tropischen Regenwälder auf den Philippinen ein. Darüber hinaus war er auch offizieller Vertreter bei der Konferenz der Vereinten Nationen über Umwelt und Entwicklung (UNCED) im Juni 1992 in Rio de Janeiro sowie aktives Mitglied der in New York City ansässigen Organisation Parlamentarians for Global Action.
Nach seinem Ausscheiden aus dem Senat wurde er am 30. Juni 1998 von Präsident Joseph Estrada zum Minister für nationale Verteidigung und Sicherheit ernannt. Dieses Amt bekleidete er auch noch einige Zeit im Kabinett von Präsidentin Gloria Macapagal-Arroyo, nachdem Estrada unter dem Druck der EDSA-II-Revolution seines Amtes enthoben und die bisherige Vizepräsidentin Macapagal-Arroyo am 20. Januar 2001 als neue Präsidentin vereidigt wurde.
Am 19. März 2001 folgte ihm der bisherige Chef des Stabes der philippinischen Streitkräfte, General Angelo Reyes, als Minister für nationale Verteidigung und Sicherheit.
Im Anschluss zog er sich weitgehend aus dem politischen Leben zurück und war zeitweise wieder als Radiomoderator tätig. Seine 2008 beabsichtigte Ernennung durch Präsident Macapagal-Arroyo zum Botschafter in der Volksrepublik China mit gleichzeitiger Akkreditierung in der Mongolei und Nordkorea wurde von der Commission on Appointments jedoch zurückgewiesen.
2009 wurde schließlich zum Ständigen Vertreter bei der ASEAN berufen.